# Alphonse Versteylen
Alphonsus (Alphonse) Ferdinandus Josephus Adrianus Versteylen-Du Four, né le 22 février 1859 à Hoogstraten et décédé le 23 mai 1932  à Turnhout est un homme politique belge, membre du parti catholique.

## Biographie
La famille Versteylen s'établit au début du XIXe siècle à Turnhout. Grand-père Willem Versteylen y fut conseiller communal et président du tribunal de 1e instance. Le père, Adrianus fut receveur des impôts. Son oncle Jan de Fierlant fut échevin à Turnhout, conseiller provincial d'Anvers et procureur du roi. Sa Sœur Charlotte Versteylen épousa le frère du bourgmestre Victor Van Hal.
Alphonse fut docteur en droit (1883, KUL) et ensuite avocat-stagiaire auprès du barreau de la Cour d'Appel de Bruxelles. En 1887, il devint avocat près du tribunal de première instance de Turnhout et il épousa Berthe Dufour, ce qui ouvrit la porte à la riche bourgeoisie francophone. Berthe hérita en 1904 de sa mère et en 1911 Versteylen devint administrateur de la SA Brepols, dirigée par son beau-frère, le baron François du Four, qui fut aussi bourgmestre de Turnhout et longtemps sénateur.
Versteylen fut actif dans de multiples œuvres sociales catholiques. En 1890, vice-président de la Guilde des Ouvriers de Turnhout, fondateur et président de De Kempische Heerd, de Zelfonderricht (1897), de mla caisse de pensions Zorgen voor Morgen (1898) et de la Fédération des Caisses de Pensions de l'arrondissement de Turnhout (1901), plus tard CM Turnhout, toutes coopératives et expressions du paternalisme social catholique, inspiré par Rerum Novarum (1891).
Versteylen fut élu conseiller provincial (1889-1900), puis député (1900-1919).
Versteylen fut surtout actif dans le mouvement mutualiste et agissait dans ce sens en tant que député. Il fut également fanatiquement anti-flamingant, ce qui lui valut un schisme catholique-flamand avec Seraf Lambreghts lors des élections de 1906. Son anti-flamingantisme lui sera fatal en 1919: il ne sera plus mis en position d'éligibilité sur les listes.
Il est créé Commandeur de l'ordre de Léopold et Commandeur de l'Ordre de Saint-Grégoire-le-Grand (avec Plaque).

## Généalogie
- Il est le fils de Adrien (1822-1895) et Carolina De Fierlant (1828-1894).
- Il épousa en 1887 Bertha Du Four (1868-1951).
  - Ils eurent 4 enfants : Marcel (1888-1908), Maria (1891-1964), Josa (1896-1983), Elisabeth (1899-?).

## Sources
- Bio sur ODIS